# محمدرضا درودیان تفرشی نقوسانی
محمدرضا درودیان تفرشی نقوسانی (۱۲۸۴ قمری – ۱۳۴۴) فقیه، محدث و شاعر شیعی است. او در سال ۱۲۸۴ قمری در روستای نقوسان زاده شد. او در هیجده ماهگی بر اثر بیماری آبله نابینا شد ولی به تحصیل و آموختن قرآن نزد پدرش ادامه داد. او به دلیل علاقه به فراگیری دروس عربی، فقه و اصول به فم رفت. تفرشی نقوسانی مدتی بعد برای ادامه تحصیل راهی حوزه علمیه قم شد و از علمای آن حوزه اجازات گوناگونی کسب کرد و به روستای نقوسان بازگشت. درودیان تفرشی پیرو مشی اخباریان بوده‌است. او در سال ۱۳۴۴ قمری درگذشت و در نقوسان دفن شد.

## تألیفات
- رساله مستقلی در فرائض و احکام
- شرح و ترجمهٔ سفینة النجاة فیض کاشانی
- حاشیه بر نجاةالعباد صاحب جواهر
- نحو مختصری به زبان فارسی
- نحو منظوم فارسی
- رسالهٔ عقلیه
- دیوان دررالاشعار[۴]